# مايكل ستيوارت (طبيب)
مايكل ج. ستيوارت هو طبيب رياضي وجراح عظام أمريكي. يعمل أستاذًا ونائبًا لرئيس قسم جراحة العظام في عيادة مايو، وهو أيضًا المدير المشارك لمركز الطب الرياضي في عيادة مايو. قام بنشر أكثر من 370 مقالة بحثية و50 فصلًا من كتب حتى عام 2022. يتخصص في الطب الرياضي، ويشجع على تعزيز القوة والمرونة والوعي للحد من الإصابات في هوكي الجليد. وقد تعاون لتنظيم قمة هوكي الجليد في أعوام 2010 و2013 و2017، والتي ركزت على الإصابات الدماغية ووضعت برامج تعليمية للاعبين والمدربين والأهالي. تشمل أبحاثه في مجال الإصابات الدماغية دراسة العلامات البيولوجية، التصوير العصبي، وعلوم الأعصاب المعرفية. ويؤمن بأن التشخيص الدقيق للإصابات الدماغية يمكن تحقيقه باستخدام رسم الدماغ الكهربائي واختبار كينغ-ديفيك، ويدعو لاستخدامهما في الرياضات.
يشغل ستيوارت منصب المسؤول الطبي ورئيس السلامة في هوكي الولايات المتحدة، وهو مستشار طبي لدوري الهوكي الوطني (NHL)، وعضو في اللجنة الطبية للاتحاد الدولي لهوكي الجليد (IIHF). وقد عمل كطبيب فريق للمنتخب الأمريكي في الألعاب الأولمبية الشتوية وبطولات العالم؛ ولمنتخب هوكي الجليد الوطني الأمريكي للرجال في بطولات كأس العالم للشباب؛ وبرنامج تطوير الفريق الوطني الأمريكي في بطولات العالم تحت 18 سنة للـ IIHF، ولأندية روتشستر موستانغز وروتشستر غريزليز|روتشستر آيس هوكس.
درس ستيوارت في كلية طب روش، ثم أكمل دراساته العليا في كلية الطب والعلوم في عيادة مايو، وجامعة أونتاريو الغربية. مستوحى من نجاح منتخب هوكي السلة الوطني الأمريكي، أسس فريق هوكي سلة روتشستر موستانغز، ويشغل منصب رئيس الفريق. في عام 2008، حصل ستيوارت على جائزة جيمس كاونسيلما للعلوم في هوكي الجليد من اللجنة الأولمبية الأمريكية، وكذلك جائزة السلامة الممتازة من هوكي الولايات المتحدة. في عام 2014، حصل على جائزة رئيس هوكي الولايات المتحدة. وهو مقيم في روتشستر، مينيسوتا، وأب لثلاثة أبناء يلعبون في الدوري الوطني للهوكي (NHL): مايك، كولن، ومارك.

## الحياة المبكرة والتعليم
لعب ستيوارت كرة القدم الأمريكية في المدرسة الثانوية والجامعة. وتذكر أنه تعرض لإصابة في الرأس أثناء اللعب، لكنه عاد إلى المباراة دون علاج طبي أو تشخيص مهني. التحق بجامعة ديباو بمنحة رياضية في كرة القدم، وكان مساعدًا مدربًا لفريق كرة القدم DePauw Tigers، وتم تسميته عضوًا في فاي بيتا كابا وطالبًا متفوقًا في عام 1977. تخرج من جامعة ديباو حاصلاً على درجة بكالوريوس الآداب في عام 1979.
تم اختيار ستيوارت عضوًا في ألفا أوميغا ألفا في كلية طب روش في عام 1982، وتخرج بدرجة دكتور في الطب في عام 1983. أكمل تدريبه في الإقامة في كلية مايو كلينيك للطب في عام 1988، وحصل على الزمالة في الطب الرياضي من جامعة ويسترن أونتاريو في عام 1990.

## المسيرة الطبية

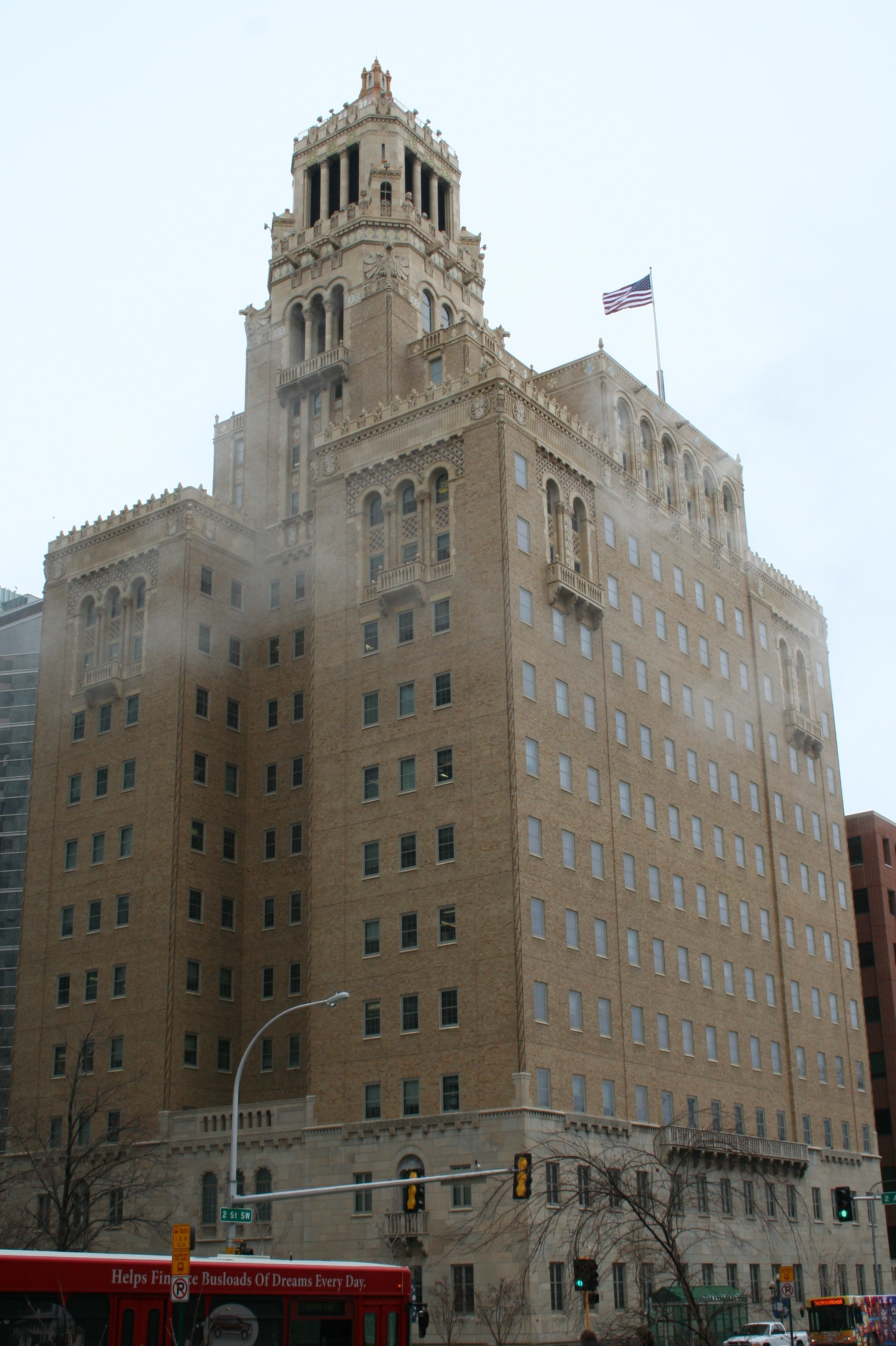
مبنى بلومر في مايو كلينك في روشستر

ستيوارت هو أستاذ ونائب رئيس قسم جراحة العظام في مايو كلينك في روشستر، ومدير مشارك لمركز مايو كلينك للطب الرياضي. كجراح عظام، يُعتبر ستيوارت من السلطات في مجال إصابة الرباط الصليبي الأمامي والغضروف المفصلي وهو متخصص في الطب الرياضي، ومعتمد من المجلس الأمريكي لجراحة العظام، والجمعية الأمريكية لجراحة العظام والطب الرياضي، وجمعية التنظير المفصلي في أمريكا الشمالية. تم تعيينه في مجلس الاستشاري لـ TeachAids في عام 2019. اعتبارًا من عام 2022، هو عضو في مجلس تحرير المجلة الأمريكية للطب الرياضي، وفي اللجنة الاستشارية الطبية لرابطة المدارس الثانوية في ولاية مينيسوتا. وكان عضوًا سابقًا في مجلس إدارة الجمعية الأمريكية لجراحة العظام والطب الرياضي.

### أبحاث الإصابات
نشر ستيوارت أكثر من 370 مقالًا بحثيًا و50 فصلًا من الكتب حتى عام 2022، بما في ذلك مواضيع عن وبائيات ووقاية الإصابات الرياضية. شارك في تأليف دراسة نُشرت في المجلة الأمريكية للطب الرياضي في عام 2002، التي تتبع 282 لاعبًا وإصاباتهم في دوري هوكي الجليد الأمريكي. أظهرت الدراسة أن اللاعبين الذين لا يرتدون خوذة هوكي مع حماية للوجه كانوا أكثر عرضة للإصابة في العين بمقدار 4.7 مرة مقارنةً باللاعبين الذين يرتدون درعًا للوجه على خوذاتهن.
دافع عن حماية الوجه في خوذات هوكي، وقدّم الدراسة إلى دوري الهوكي الوطني (NHLPA) خلال موسم 2004–05، ولكن لم يتم إجراء أي تغييرات على لاعبي دوري الهوكي الوطني (NHL). قدم نفس الدراسة إلى الدوري الأمريكي لهوكي الجليد، مما أدى إلى فرض استخدام الدرع على الخوذات اعتبارًا من موسم 2006–07.
بدأ مركز مايو كلينك للطب الرياضي في جمع بيانات حول الإصابات الكارثية في هوكي الجليد اعتبارًا من عام 2008. وفقًا لستيوارت، فإن كسر العنق هو الإصابة الأكثر شيوعًا، والعمود الفقري والرأس هما الأجزاء الأكثر تعرضًا للإصابة. يدعو إلى تمارين تقوية الرقبة والمرونة لتقليل الإصابات في هوكي الجليد. بالتعاون مع هوكي الولايات المتحدة في عام 2012، نشر مايو كلينك فيديو يظهر خطر خفض اللاعبين لرؤوسهم قبل الاصطدام بجدران حلبة تزحلق. نتج عن ذلك برنامج تدريبي باسم "Heads Up, Don't Duck"، لتعليم اللاعبين الحفاظ على رؤوسهم مرفوعة أثناء الاحتكاك البدني.

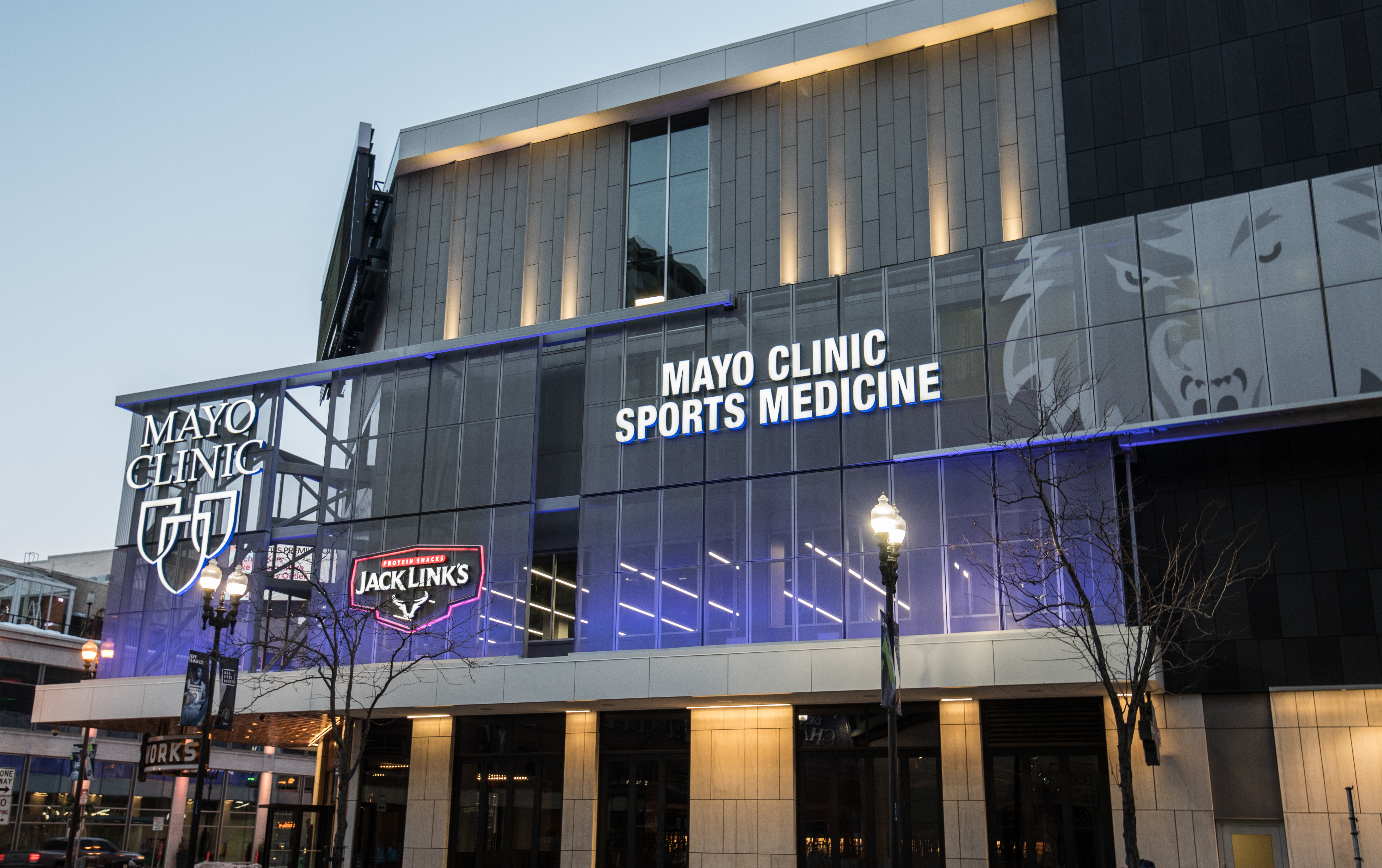
مركز مايو كلينك للطب الرياضي في مينيابوليس

تم توسيع مركز مايو كلينك للطب الرياضي في عام 2014، من خلال شراكة مع مينيسوتا تمبر ولفز ومبنى جديد ملحق بـتارغت سنتر في مينيابوليس. شمل التوسع مرافق لاختبارات على الجليد، تدريب الدماغ، وتدريب بصري، بالإضافة إلى التدريب البدني المتخصص في الرياضة. شعر ستيوارت أن تحسين الوعي على الجليد سيساهم في تحسين كيفية رؤية اللاعب للعبة، وزيادة التوقعات، وتقليل الاحتكاك البدني غير المتوقع الذي يؤدي إلى الإصابات. كما يدعو إلى التمدد والميكانيكا الصحيحة أثناء التدريب والتأهيل، كوسيلة للوقاية من الإصابات.

### بحث الإصابات الناتجة عن ارتجاجات
ستيوارت هو عضو في المجلس الاستشاري العلمي للمجتمع الدولي للارتجاجات. وهو يدعو إلى التعليم حول التأثيرات الطويلة والقصيرة الأجل للارتجاجات، وإزالة اللاعبين من المنافسة في حال الاشتباه بوجود ارتجاج، وتحسين تشخيص وعلاج الارتجاجات.
تعاون ستيوارت مع زميلته في مايو كلينك، آينسلي سميث، لتنظيم قمة هوكي الجليد لعام 2010؛ وهي مؤتمر لمدة يومين دعا المتخصصين الطبيين، والباحثين، ومصنعي المعدات، والمدربين، والمسؤولين، وإداريي الهوكي.  ركزت القمة على إصابات الرأس لدى الشباب، وكيفية الوقاية من الارتجاجات، وبرامج تعليمية للاعبين والمدربين وأولياء الأمور. شعر ستيوارت أن "اللاعبين الأصغر سناً يجب أن يطوروا مهاراتهم أولاً، ويجب على من يدير اللعبة السعي للحد من مخاطر الإصابات— وخاصة الدماغ".
أسفرت المناقشات في القمة عن ست خطوات للتعامل مع الارتجاجات؛ شملت "قواعد بيانات ومعايير موحدة، التعرف المحسن، التشخيص، الإدارة، وإرشادات العودة إلى اللعب، تحليل تأثير المعدات والمنشآت، التعليم والوقاية، التغييرات في القواعد، السياسات والتطبيق، والاتصالات". شارك ستيوارت في تأليف تقرير عن القمة تم نشره في مجلات أكاديمية، بما في ذلك مجلة الطب الرياضي السريرية، الكلية الأمريكية للطب الرياضي، أرشيف الطب الفيزيائي وإعادة التأهيل، عالم الأعصاب النفسي السريري، نشرة قسم الطب الرياضي، والطب الفيزيائي وإعادة التأهيل.
ساعد ستيوارت في تنظيم قمة هوكي الجليد 2013، التي بنيت على نتائج الحدث الذي أقيم في 2010، والتي شملت تعليم الارتجاج الإلزامي للمدربين، وتحسين تعليم الاتصال البدني للاعبين الأصغر سناً، وتغييرات في القواعد لردع التصادمات على الرأس، والتصادمات من الخلف. تعاون مركز مايو كلينك للطب الرياضي مع هوكي مينيسوتا لتجميع بيانات من هذه التغييرات في القواعد، مما أسفر عن انخفاض مستمر في مخالفات التصادمات من الخلف. في مؤتمر هوكي الولايات المتحدة السنوي لعام 2014، سعى ستيوارت للحد من الارتجاجات وزيادة الوعي حول إصابات الرأس. ناقش هوكي الولايات المتحدة بعد ذلك إلغاء القتال في هوكي الجليد في مستوى هوكي الجليد المراهقين. وفقًا لستيوارت، تدعم الأدلة العلمية إزالة القتال في هوكي الجليد للمراهقين، عندما لا يزال اللاعبون وأدمغتهم في طور التطور البدني.

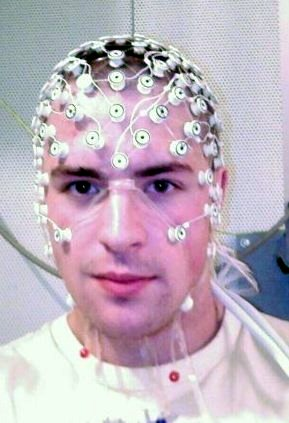
مثال على تخطيط كهربية الدماغ مع الأقطاب الكهربائية

في عام 2017، نظم ستيوارت قمة هوكي الجليد الثالثة للعمل على الارتجاجات. في القمة، ألقى محاضرة حول الارتجاج عند الأطفال للمدربين وأولياء الأمور لتقييم الارتجاجات في الأطفال، والبحث في واسم حيويات لتشخيص الارتجاجات، وتصوير عصبي لتقييم الارتجاجات المتعددة. شعر ستيوارت أن هوكي الشباب يجب أن يركز على تغيير سلوك اللاعبين على الجليد، والاحترام المتبادل، والروح الرياضية. جادل ستيوارت وباحثو مايو كلينك في "Clinical Journal of Sports Medicine" في عام 2017، أن الارتجاجات يتم تشخيصها بدقة أكبر باستخدام تخطيط كهربية الدماغ واختبار عين King-Devick، بدلاً من الاختبارات العصبية التي يستخدمها الأطباء الرياضيون في الدوري الوطني لهوكي الجليد، والدوريات المهنية الأخرى، والفرق الجامعية ومدارس الثانوية.
قاد ستيوارت دراسة علم الأعصاب المعرفي بالتعاون مع ريان دارسي تم نشرها في عام 2021، والتي تتبع العلامات الحيوية ووظائف الدماغ لعدة سنوات لدى لاعبي هوكي الجليد المراهقين. وجدت الأبحاث أن التأثيرات المتكررة على الرأس يمكن أن تؤدي إلى ضعف في وظائف الدماغ. أعلن ستيوارت عن تعاون في عام 2023، في دراسة لتقييم مؤشرات الدم واللعاب للارتجاجات لدى لاعبي هوكي المدارس الثانوية، لفهم تأثيرات الارتجاجات الحادة وإصابات الرأس دون الأعراض.
كان ستيوارت الطبيب المعالج لفريق روتشستر موستانغز في دوري هوكي الجليد الأمريكي لمدة 17 عامًا، ثم انضم إلى لجنة السلامة والمعدات الواقية في هوكي الولايات المتحدة، وأصبح لاحقًا المسؤول الطبي الرئيسي ومسؤول السلامة في هوكي الولايات المتحدة. جلس في فريق العمل الخاص بهوكي الولايات المتحدة لمراجعة التحقق البدني، الذي طبق تغييرات في القواعد لتأجيل التحقق حتى سن 13 عامًا. خلال جائحة فيروس كورونا في الولايات المتحدة، أصدر ستيوارت تعليمات وإرشادات للسلامة في هوكي الجليد.
تشمل المناصب الأخرى التي شغلها ستيوارت كونه طبيبًا للفريق في روتشستر آيس هوكس في دوري هوكي الجليد الشمالي الأمريكي 3، ومستشارًا طبيًا للدوري الوطني لهوكي الجليد ورابطة لاعبي هوكي الجليد المحترفين، وعضوًا في اللجنة الطبية لـ الاتحاد الدولي لهوكي الجليد حيث كان مشرفًا طبيًا في المنافسات الدولية. مثل الاتحاد الدولي لهوكي الجليد، جاب المرافق الطبية في المدن المضيفة قبل الألعاب الأولمبية، وأجرى ورش عمل لمقدمي الرعاية الطبية.

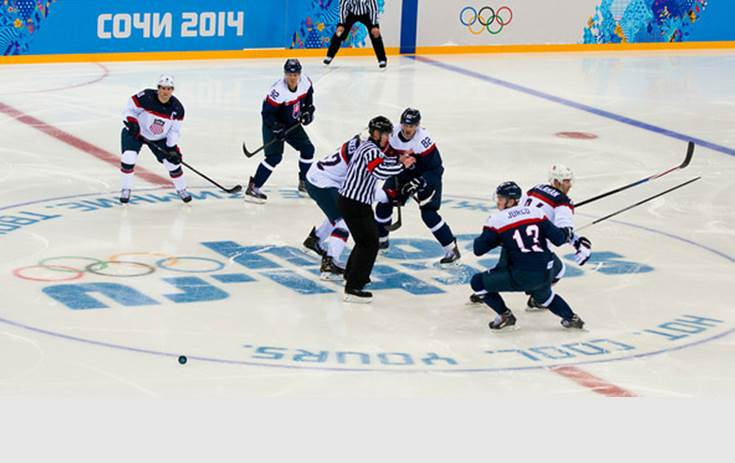
الولايات المتحدة ضد سلوفاكيا في هوكي الجليد في الألعاب الأولمبية الشتوية 2014 – دورة الرجال

عمل ستيوارت كطبيب للفريق في منتخب الولايات المتحدة لهوكي الجليد في الألعاب الأولمبية الشتوية 1994، الألعاب الأولمبية الشتوية 2010، الألعاب الأولمبية الشتوية 2014، والألعاب الأولمبية الشتوية 2022؛ في بطولات العالم في 2000 وبطولة العالم لهوكي الجليد 2013؛ وفي كأس العالم لهوكي الجليد 2016. كما عمل كطبيب لفريق منتخب الولايات المتحدة لهوكي الجليد للناشئين في بطولة العالم تحت 20 سنة 2003 وبطولة العالم تحت 20 سنة 2004؛ ولمنتخب هوكي الجليد الأمريكي في بطولة العالم تحت 18 سنة 2001، 2002، و2019.
في مقابلة عام 2014، قال ستيوارت إن أكثر الأمراض شيوعًا بين لاعبي الهوكي في الألعاب الأولمبية كانت الارتجاجات، وإصابات الأكتاف والركب. كما أشار إلى أن العديد من لاعبي الدوري الوطني لهوكي الجليد الذين شاركوا في الألعاب الأولمبية جاءوا وهم يعانون من إصابات سابقة كان على ستيوارت وفريقه معالجتها. بالإضافة إلى هوكي الجليد، أشرف ستيوارت على الرعاية الطبية لجميع أعضاء الوفد الأمريكي في الألعاب الأولمبية الشتوية 2022، والتي شملت البروتوكولات الدولية لفيروس كورونا واختبارات المنشطات في الرياضة. كما عمل في عيادة التحالف الأمريكي للوقاية من الأمراض والإصابات في الرياضة لرعاية الرياضيين الأولمبيين من دول أخرى.

## الحياة الشخصية

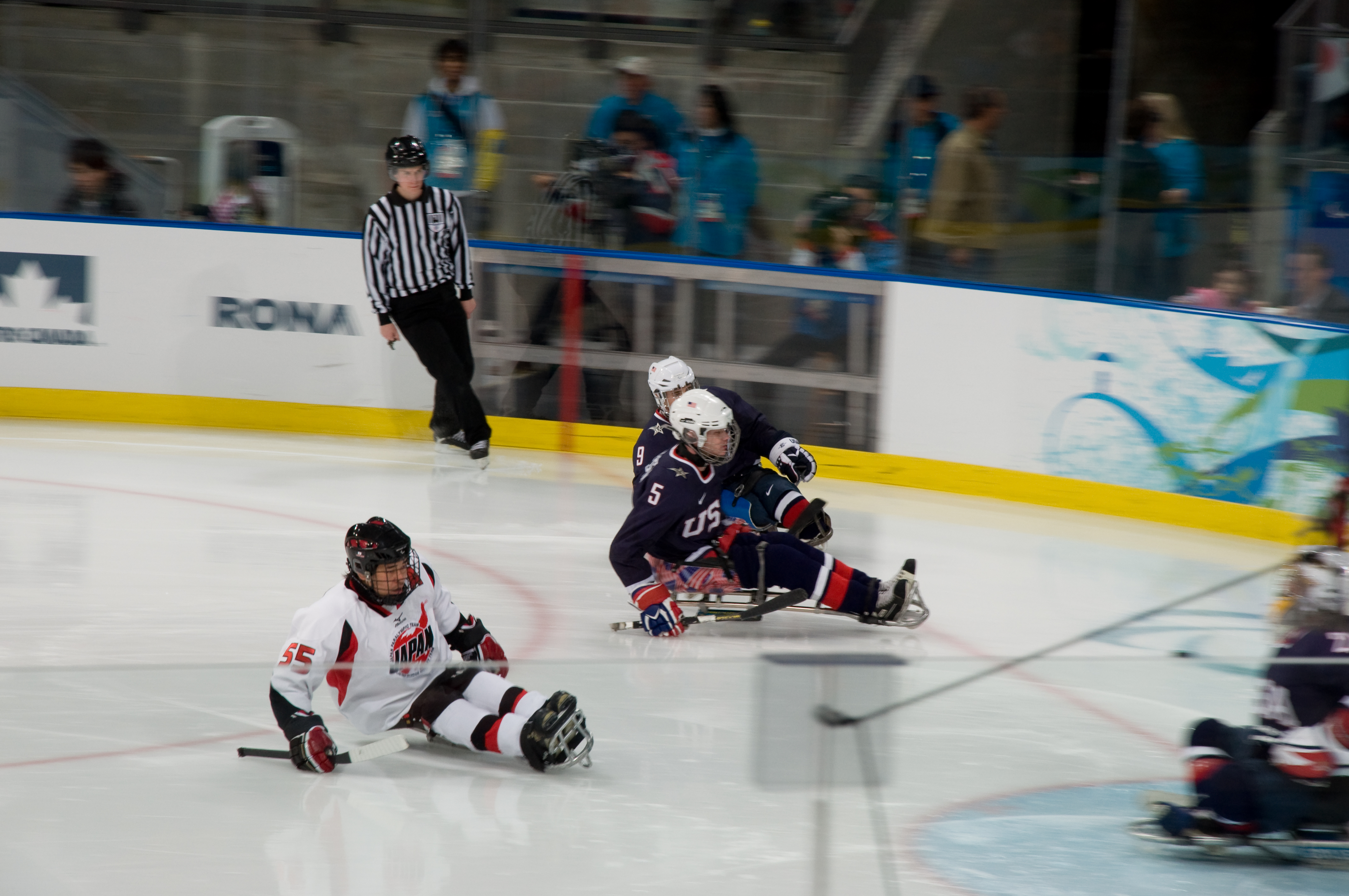
فريق هوكي الزلاجات للرجال في منتخب الولايات المتحدة

يعيش ستيوارت وزوجته نانسي في روتشستر، مينيسوتا، ولديهما أربعة أطفال. أولادهما، مايك، كولن، ومارك، جميعهم لعبوا في الدوري الوطني لهوكي الجليد (NHL). ابنة ستيوارت، كريستين، كانت قائدة فريق هوكي الجليد للسيدات في كلية بوسطن، وكانت متزوجة من اللاعب نيت تومسون.
وفقًا لستيوارت، بدأت شغفه بهوكي الجليد عندما بدأ أولاده الأربعة باللعب في جمعية هوكي الجليد للشباب في روتشستر، مما دفعه ليصبح مضيفًا للاعبي هوكي الجليد. مستلهمًا من نجاح فريق منتخب الولايات المتحدة لهوكي الزلاجات للرجال، أسس فريق هوكي الزلاجات روتشستر موستانغز. كرئيس للفريق، قام بتنسيق المتطوعين لجمع التبرعات وعمليات الفريق.

## الأوسمة والجوائز
حصل ستيوارت على العديد من الجوائز تقديراً لأبحاثه وكتاباته؛ بما في ذلك جائزة هيوغستون من المجلة الأمريكية لطب الرياضة في عام 2003، وجائزة الإنجاز من الأكاديمية الأمريكية لجراحي العظام في عام 2012، وجائزة الاستحقاق عن تأليفه المشارك لكتاب "ارتجاج المخ لدى طفلك" من المركز الوطني للمعلومات الصحية في تكنولوجيا المعلومات في عام 2013، وجائزة أبحاث إصابات الرياضة من جمعية جراحي العظام الرياضية الأمريكية في عام 2014، وجائزة تشريح الركبة والبحث من جمعية تنظير المفاصل في أمريكا الشمالية كمؤلف مشارك في "مؤشر عدم الاستقرار المتكرر للركبة: نموذج قائم على الإحصاءات لتوقع خطر التكرار على المدى الطويل بعد الانزلاق الأول" في عام 2019، وجائزة كابا دلتا من الأكاديمية الأمريكية لجراحي العظام للأبحاث المتميزة في جراحة العظام عن تأليفه المشارك في "مؤشرات النتائج السريرية بعد إعادة بناء الرباط الصليبي الأمامي المتكرر" في عام 2019.
في عام 2008، حصل ستيوارت على جائزة "دكتور" كونسيلمان للعلوم في هوكي الجليد من اللجنة الأولمبية والبارالمبية الأمريكية، وجائزة التميز في السلامة من USA Hockey. وفي عام 2014، حصل على جائزة رئيس USA Hockey. تم تكريمه بالانضمام إلى قاعة مشاهير الرياضة في مدرسة روتشستر لورد الثانوية، وحصل على جائزة جين إيدن في عام 2017.

## وصلات خارجية
- [سيرة مايكل ج. ستيوارت، د.م.د.، مايو كلينيك](https://www.mayoclinic.org/biographies/stuart-michael-j-m-d/bio-20054120)
- [البحث الأكاديمي لمايكل ج. ستيوارت، د.م.د.، مايو كلينيك](https://www.mayo.edu/research/faculty/stuart-michael-j-m-d/bio-00026257?_ga=2.204325586.310472004.1678791726-849173624.1674866070)